# Едоардо Мапеллі Моцці
Едоардо Алессандро Мапеллі Моцці (італ. Edoardo Alessandro Mapelli Mozzi; нар. 19 листопада 1983) — італійський аристократ і бізнесмен, чоловік британської принцеси Йоркської Беатріс (внучки королеви Єлизавети II).

## Біографія
Едоардо Мапеллі Моцці належить до італійської аристократії і носить титул графа. Його батьки — Алессандро Мапеллі Моцці і Ніккі Вільямс Елліс; вони розлучилися, коли їх синові було чотири роки. Мати вдруге одружилася з британцем Крістофером Шейлі, тож Едоардо з дитинства жив у Великій Британії. Він закінчив Единбурзький університет та в 23 роки заснував девелоперську компанію Banda Property. Мапеллі Моцці належить до найбагатших людей Об'єднаного королівства.

## Сім'я
Едоардо довго зустрічався з американкою китайського походження Дарой Хаунг, яка в 2016 народила від нього сина Крістофера. У 2017 пара розпалася.
У 2018 році Едоардо почав зустрічатися з принцесою Йоркською Беатріс — старшою дочкою принца Ендрю, герцога Йоркського (другого сина королеви Єлизавети II). 26 вересня 2019 було офіційно оголошено про заручини. Одруження мало відбутися 29 травня 2020, але через пандемію коронавірусу його перенесли на 2021 рік, без уточнення дати. В кінцевому підсумку приватна церемонія одруження відбулася 17 липня 2020 у каплиці Всіх Святих в Віндзорі.